# A Window on Washington Park
A Window on Washington Park er en amerikansk stumfilm fra 1913 af Laurence Trimble.

## Medvirkende
- Tom Powers
- Charles Kent som Mr. Wescott
- Courtenay Foote
- Florence Turner som Primrose